# Hans Christian Andersen repülőtér
A Hans Christian Andersen repülőtér (IATA: ODE, ICAO: EKOD) Dánia egyik nemzetközi repülőtere, amely Odense közelében található. Éves utasforgalma 23 183 fő (2016).
Nevét a dán költőről és meseíróról, Hans Christian Andersenről kapta.

## Futópályák
A repülőtér futópályái:
- 06/24 (2000 m, 45 m, aszfalt)